# Basílica de Sant'Andrea

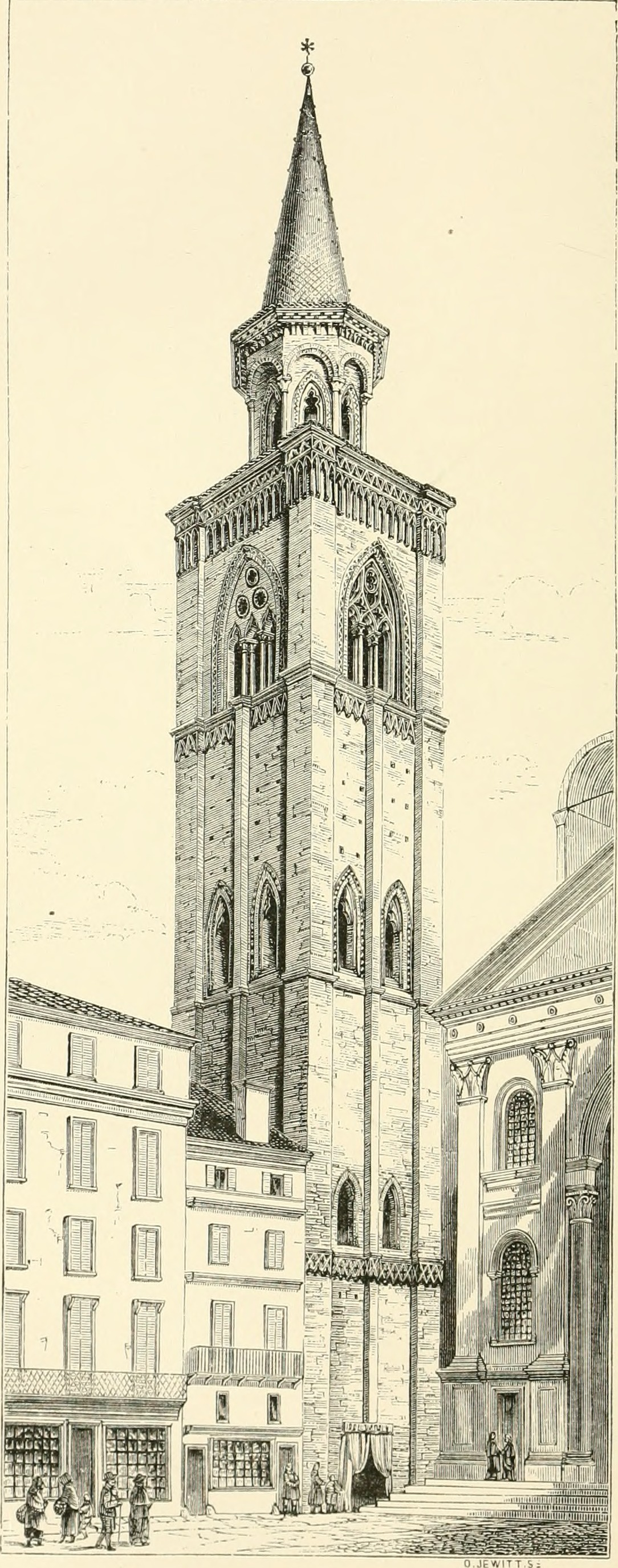
Torre do Sino de Santo André em 1874

A Basílica de Sant'Andrea é a maior igreja de Mântua . Obra de Leon Battista Alberti no desenrolar da arquitetura renascentista, foi concluída muitos anos após a morte do arquiteto, por vezes em desacordo com os projetos originais. É em dignidade a basílica menor.  Na cripta existem dois relicários com terra embebida no sangue de Cristo, que o soldado romano Longino teria carregado. Justamente por isso foi sede da Ordem militar do Sangue de Jesus Cristo desde 1608.

## História

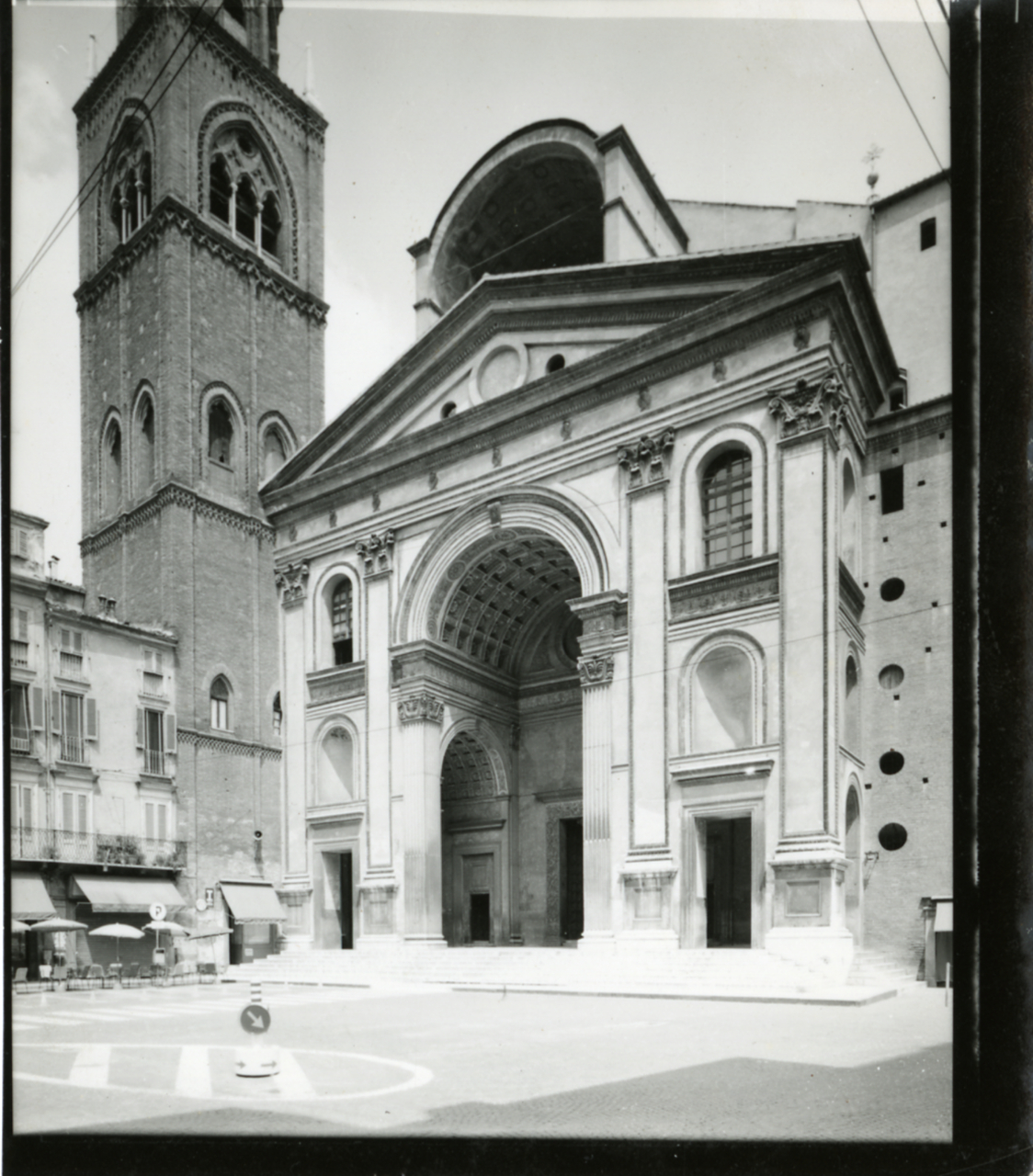
A fachada. Foto de Paolo Monti
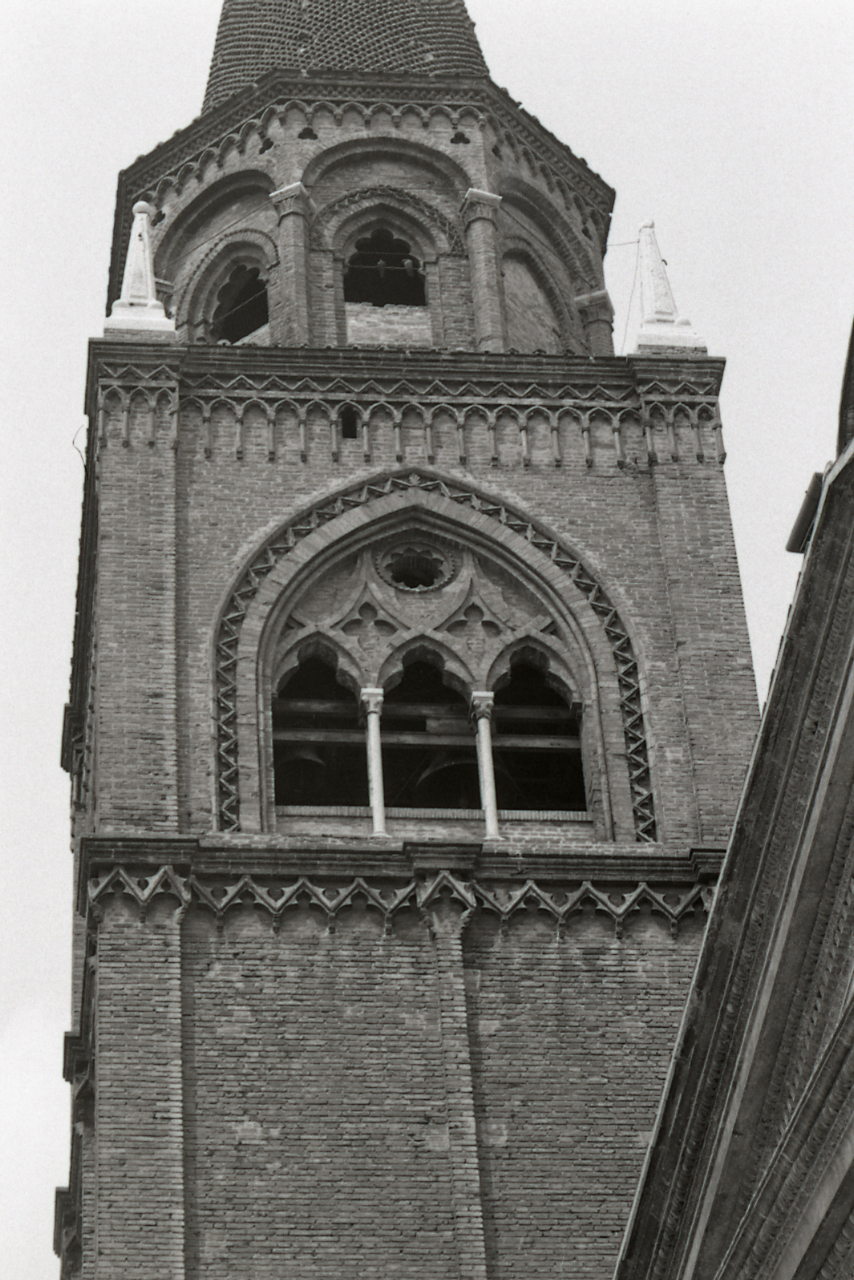
A torre sineira. Foto de Paolo Monti
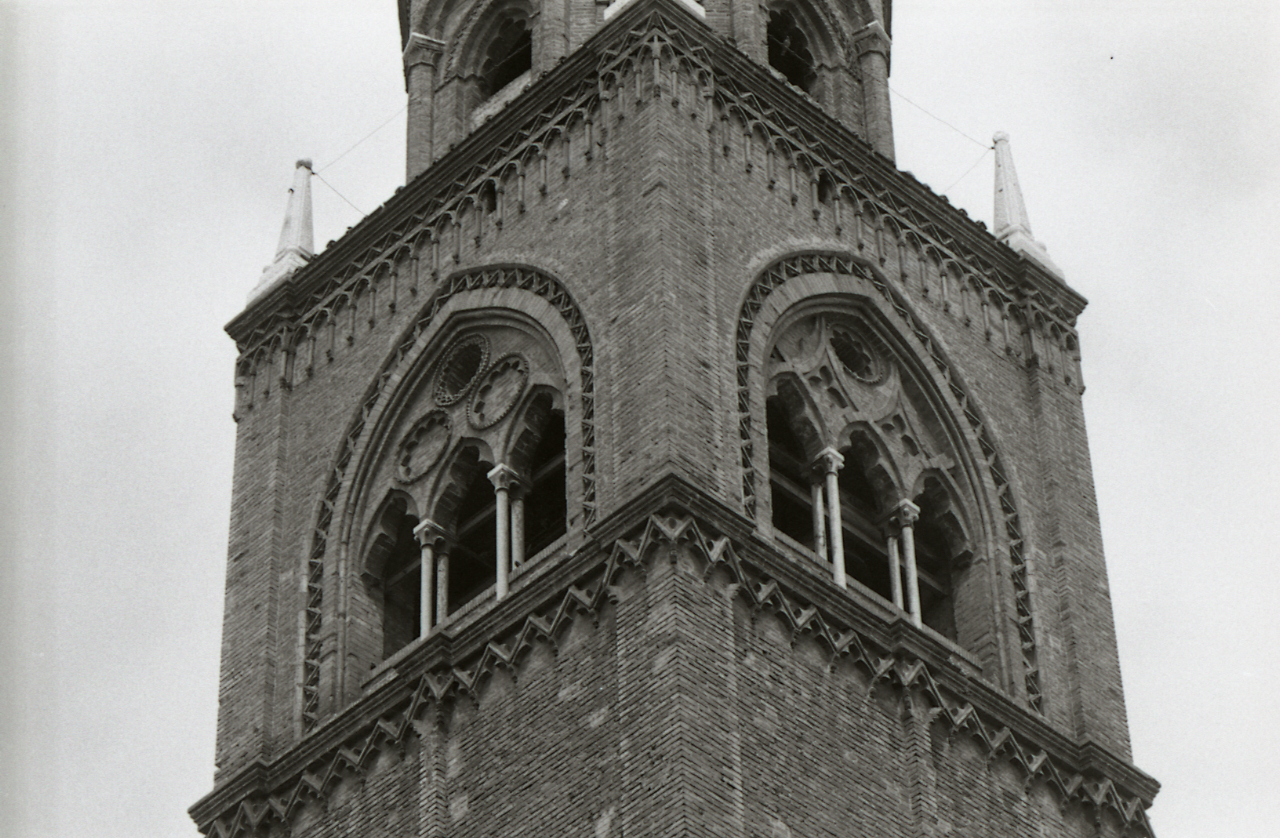
Detalhe da torre sineira. Foto de Paolo Monti
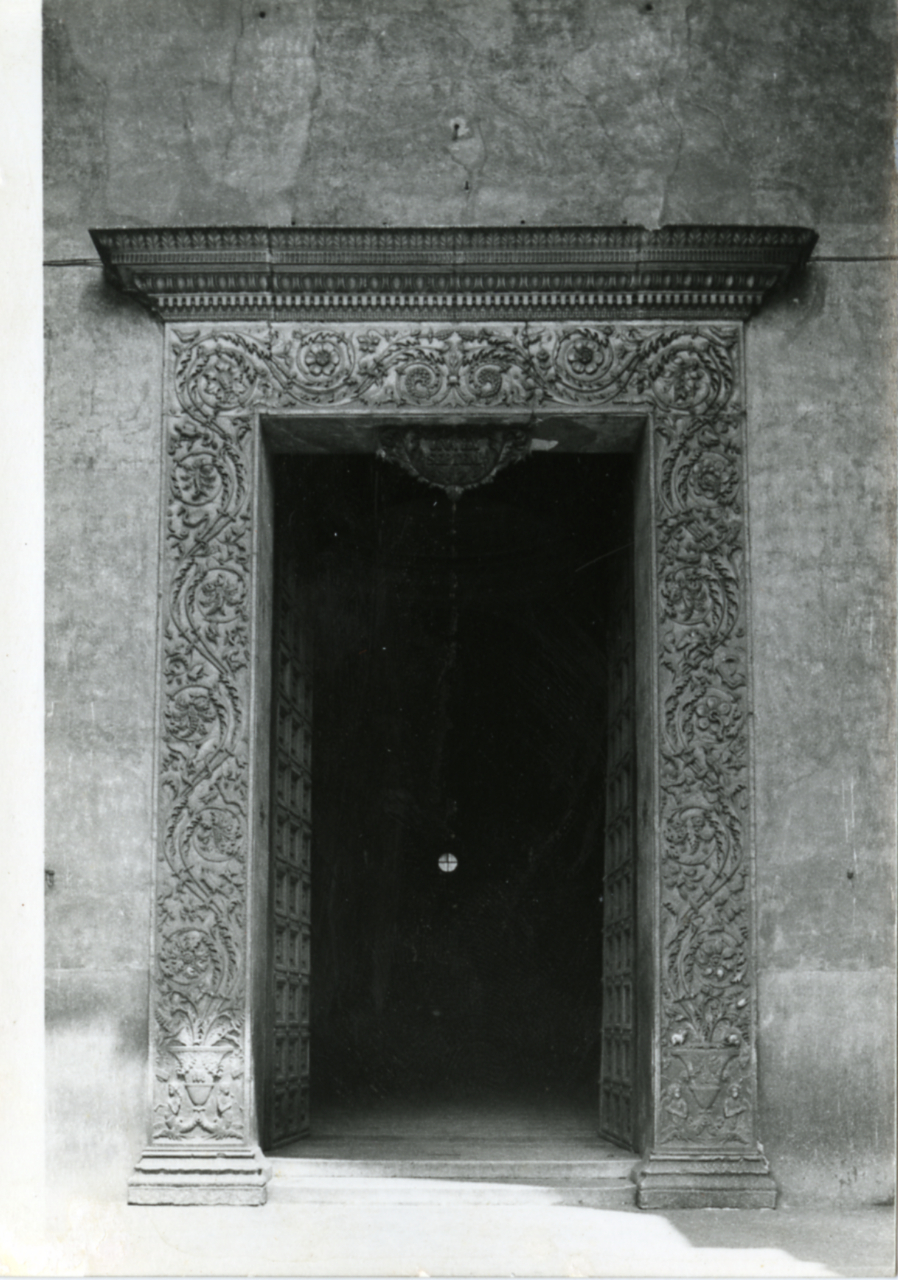
O portal. Foto de Paolo Monti
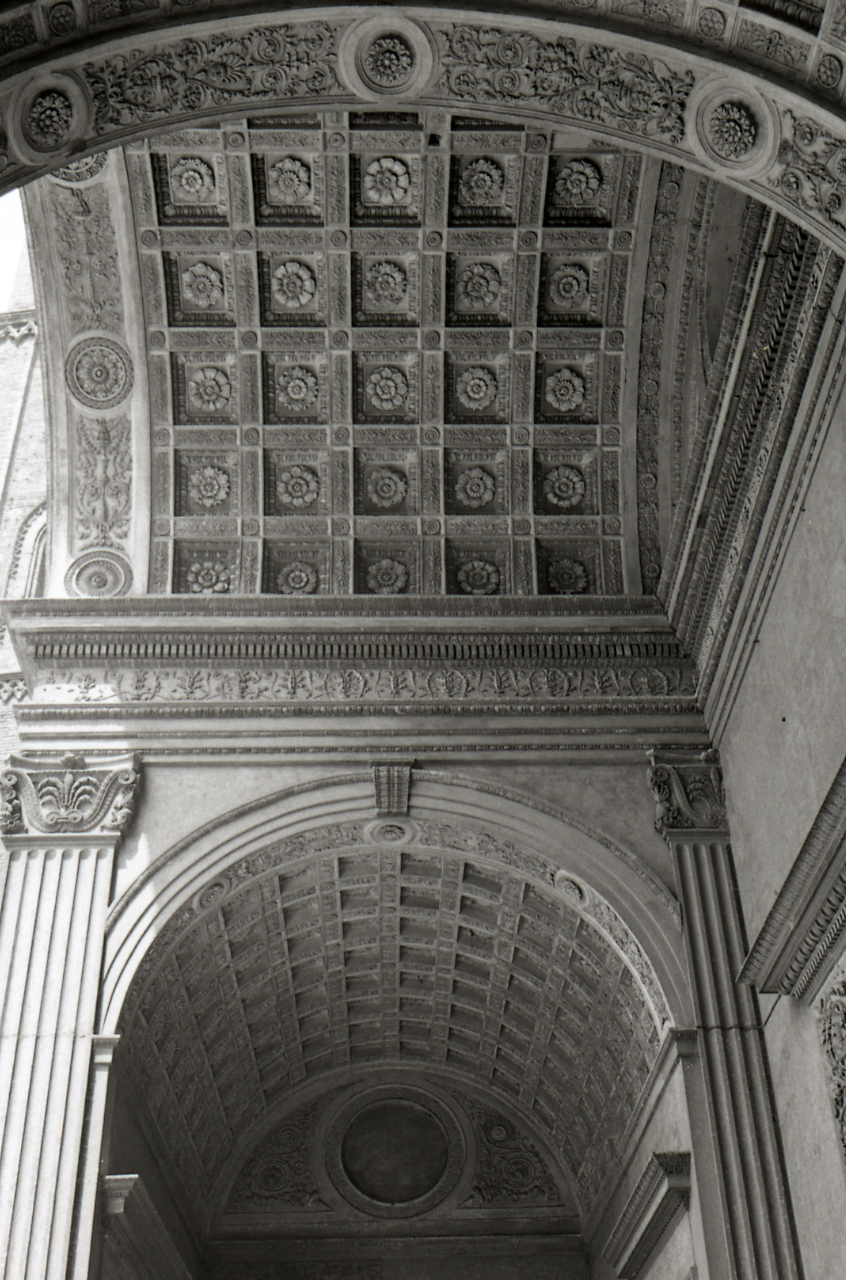
Detalhes dos arcos da fachada principal. Foto de Paolo Monti
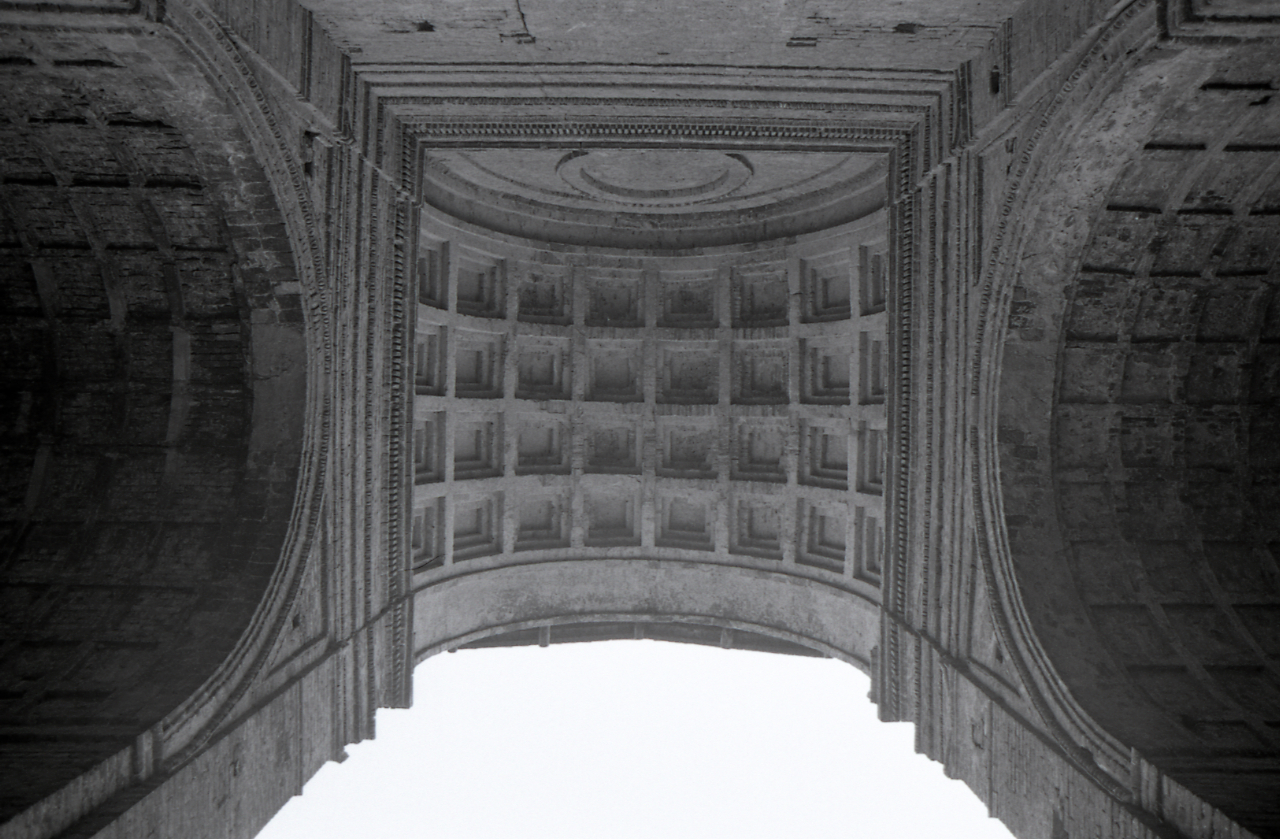
Detalhes dos arcos da fachada lateral. Foto de Paolo Monti
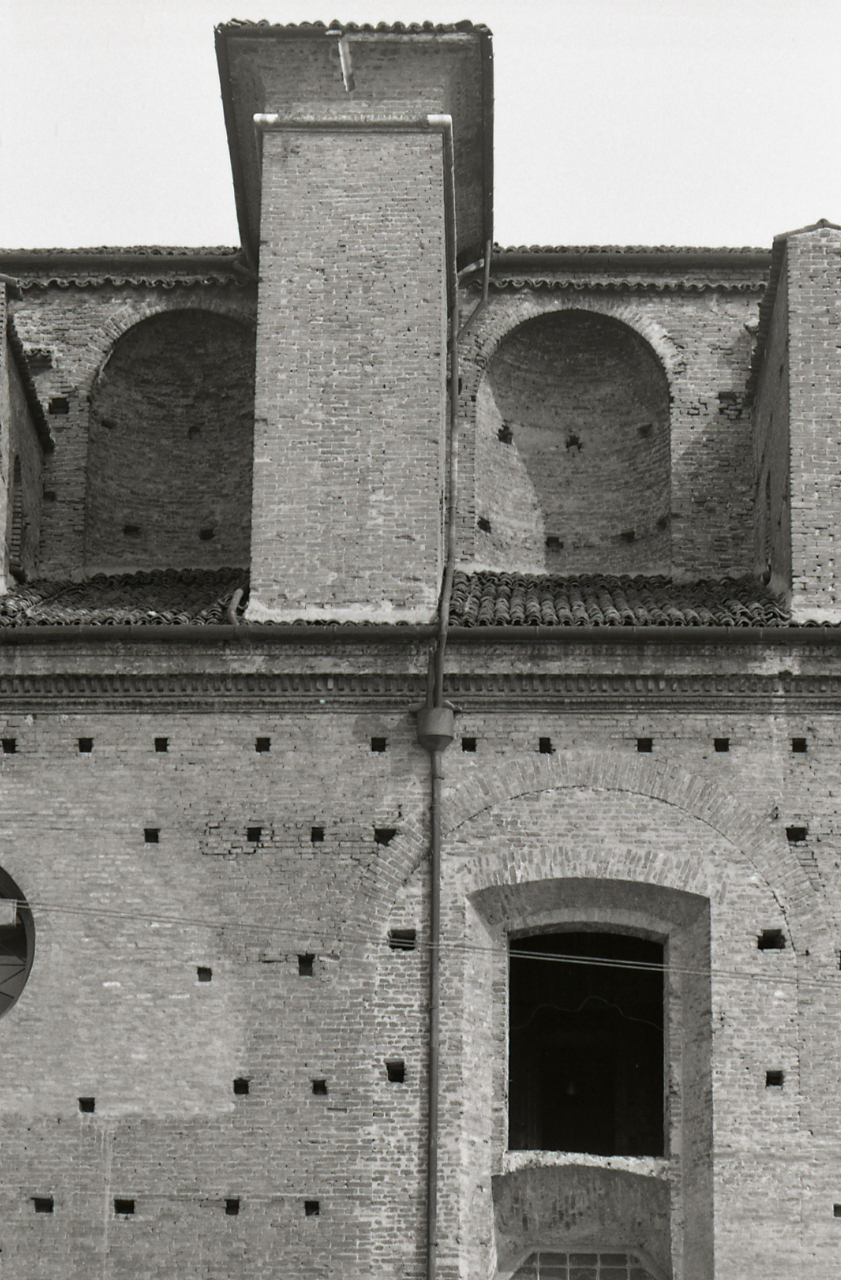
Detalhes da fachada lateral. Foto de Paolo Monti
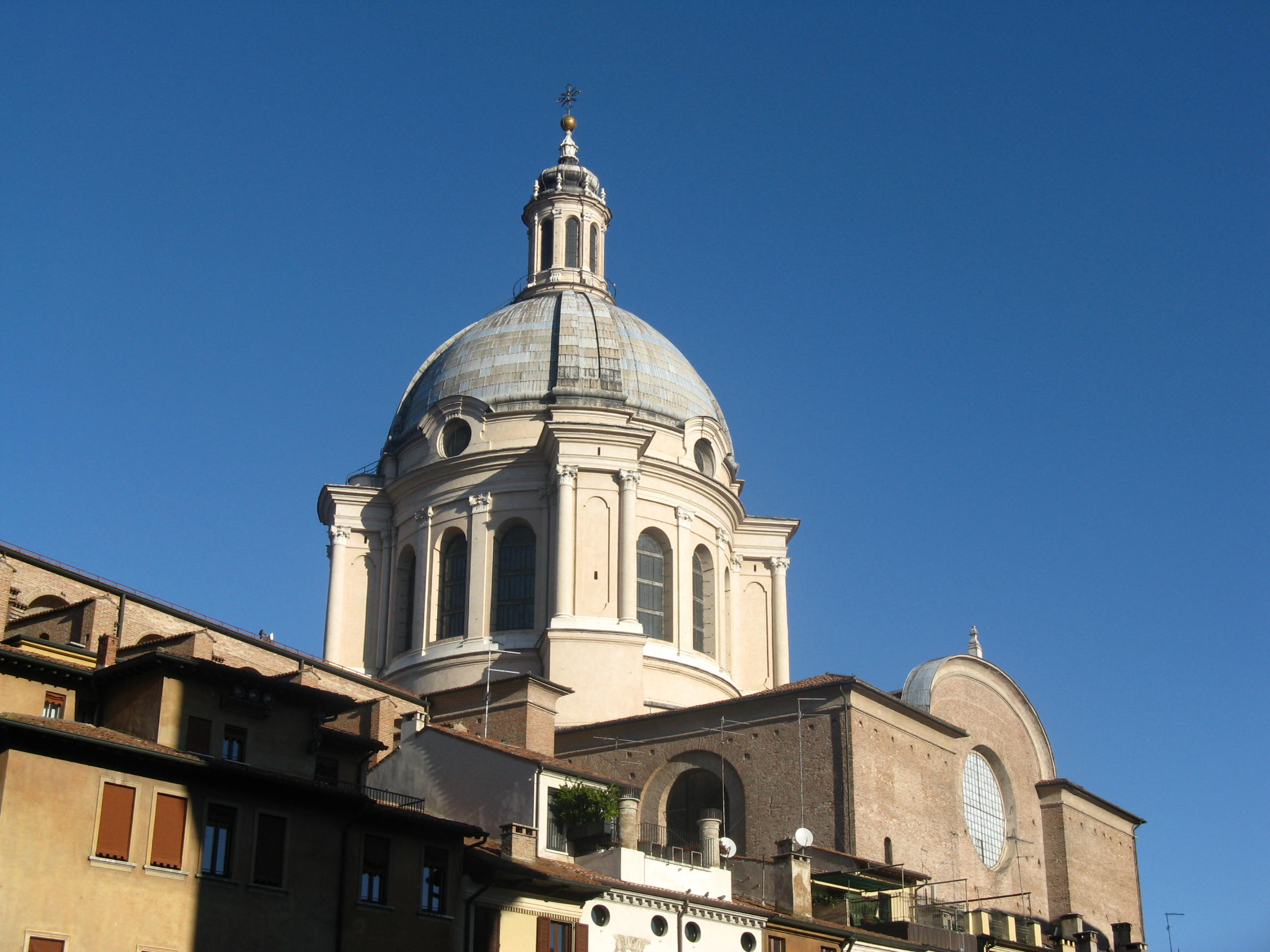
A cúpula
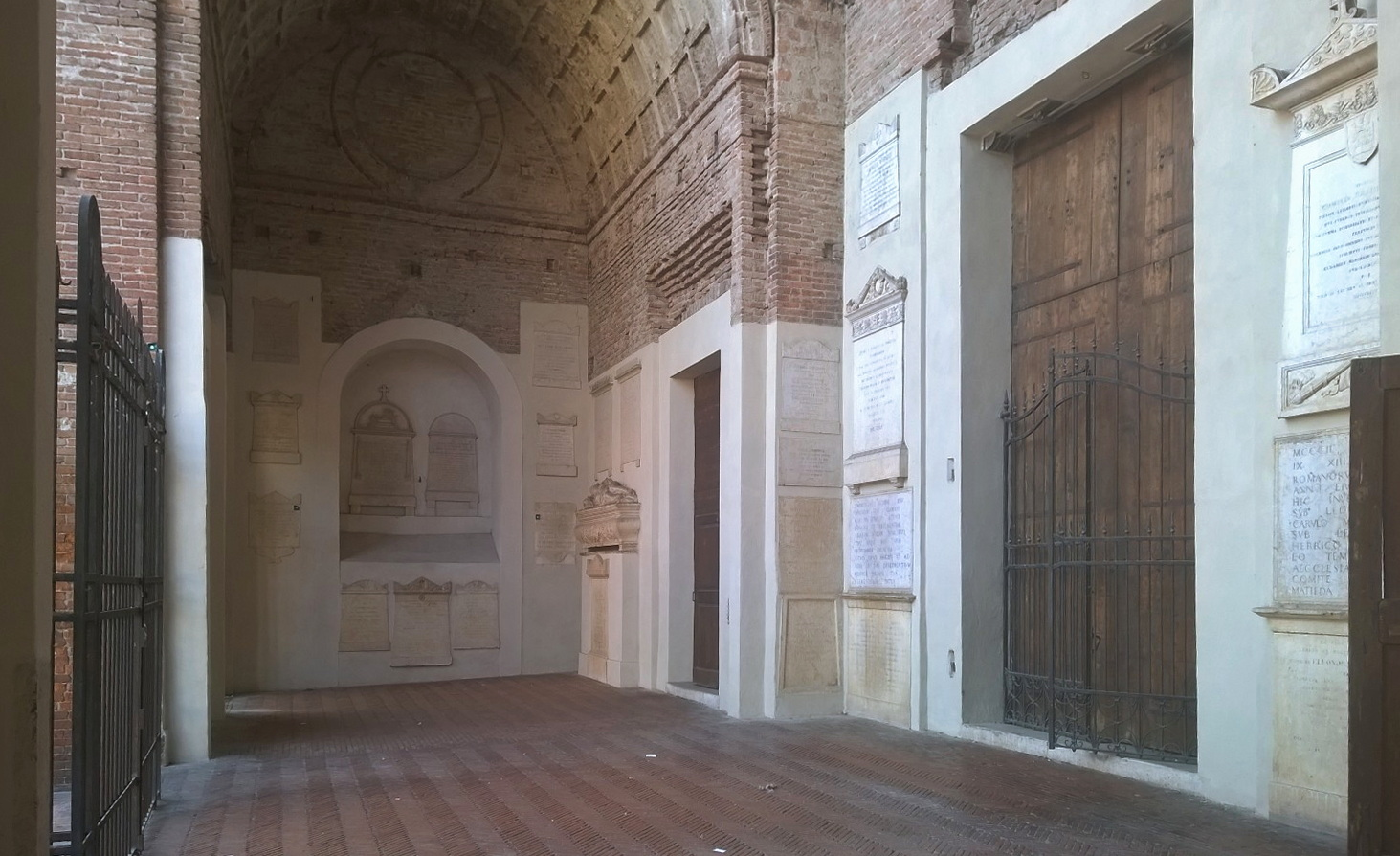
Hall de entrada do transepto

## Artigos relacionados
- Capela funerária de Andrea Mantegna
- Leon Battista Alberti
- Renascença Mântua
- Arquitetura renascentista
- Maiores cúpulas da Itália
- Ordem gigante
- Procissão do Sangue Sagrado de Weingarten
- Alessandro Nani